# TotalEnergies/2025
Deze pagina geeft een overzicht van de wielerploeg TotalEnergies in 2025.

## Algemeen
Hoofdsponsor: TotalEnergies
Algemeen manager: Jean-René Bernaudeau
Ploegleiders: Dominique Arnould, Benoît Génauzeau, Lylian Lebreton, Cyril Lemoine, Alexis Loiseau, Thibaut Macé, Maxime Robin
Fietsen: ENVE
Kleding: Bioracer

## Renners
| Naam                | Geboortedatum | Nationaliteit | Ploeg 2024                      |
| ------------------- | ------------- | ------------- | ------------------------------- |
| Lucas Boniface      | 24-10-2000    | Frankrijk     |                                 |
| Thomas Bonnet       | 13-09-1998    | Frankrijk     |                                 |
| Rayan Boulahoite    | 24-02-2004    | Frankrijk     | Vendée U                        |
| Alexys Brunel       | 10-10-1998    | Frankrijk     | -                               |
| Mathieu Burgaudeau  | 17-11-1998    | Frankrijk     |                                 |
| Steff Cras          | 13-02-1996    | België        |                                 |
| Florian Dauphin     | 06-04-1999    | Frankrijk     | Arkéa - B&B Hôtels Continentale |
| Joris Delbove       | 15-07-2000    | Frankrijk     | Saint Michel-Mavic-Auber 93     |
| Alexandre Delettre  | 25-10-1997    | Frankrijk     | Saint Michel-Mavic-Auber 93     |
| Fabien Doubey       | 21-10-1993    | Frankrijk     |                                 |
| Sandy Dujardin      | 29-05-1997    | Frankrijk     |                                 |
| Thomas Gachignard   | 17-08-2000    | Frankrijk     |                                 |
| Fabien Grellier     | 31-10-1994    | Frankrijk     |                                 |
| Emilien Jeannière   | 26-09-1998    | Frankrijk     |                                 |
| Jordan Jegat        | 07-06-1999    | Frankrijk     |                                 |
| Alan Jousseaume     | 03-08-1998    | Frankrijk     |                                 |
| Pierre Latour       | 12-10-1993    | Frankrijk     |                                 |
| Samuel Leroux       | 27-11-1994    | Frankrijk     | Van Rysel-Roubaix               |
| Lorrenzo Manzin     | 26-07-1994    | Frankrijk     |                                 |
| Nicola Marcerou     | 23-09-2002    | Frankrijk     | Vendée U                        |
| Valentin Retailleau | 18-06-2000    | Frankrijk     | Decathlon AG2R La Mondiale Team |
| Geoffrey Soupe      | 22-03-1988    | Frankrijk     |                                 |
| Jason Tesson        | 09-01-1998    | Frankrijk     |                                 |
| Anthony Turgis      | 16-05-1994    | Frankrijk     |                                 |
| Baptiste Vadic      | 15-04-2002    | Frankrijk     |                                 |
| Mattéo Vercher      | 26-01-2001    | Frankrijk     |                                 |

### Vertrokken
| Naam              | Geboortedatum | Nationaliteit | Ploeg 2025        |
| ----------------- | ------------- | ------------- | ----------------- |
| Valentin Ferron   | 08-02-1998    | Frankrijk     | Cofidis           |
| Paul Ourselin     | 13-04-1994    | Frankrijk     | Cofidis           |
| Julien Simon      | 04-10-1985    | Frankrijk     | Gestopt           |
| Dries Van Gestel  | 30-09-1994    | België        | Soudal Quick-Step |
| Alexis Vuillermoz | 01-06-1998    | Frankrijk     | Gestopt           |

## Overwinningen
| Ronde van Rwanda 4e etappe: Joris Delbove Eindklassement: Fabien Doubey Grote Prijs Jean-Pierre Monseré Alexys Brunel Parijs-Nice Bergklassement: Thomas Gachignard Ronde van de Doubs Mattéo Vercher Ronde van Asturië 1e etappe: Steff Cras | Boucles de la Mayenne 1e etappe: Pierre Latour Puntenklassement: Pierre Latour |  |

2000 · 2001 · 2002 · 2003 · 2004 · 2005 · 2006 · 2007 · 2008 · 2009 · 2010 · 2011 · 2012 · 2013 · 2014 · 2015 · 2016 · 2017 · 2018 · 2019 · 2020 · 2021 · 2022 · 2023 · 2024 · 2025
Burgos-Burpellet-BH · Caja Rural-Seguros RGA · Equipo Kern Pharma · Euskaltel-Euskadi · Israel-Premier Tech · Lotto · Q36.5 Pro Cycling Team · Team Flanders-Baloise · Team Novo Nordisk · Team Polti VisitMalta · Toscana Factory Team Vini Fantini · TotalEnergies · Tudor Pro Cycling Team · Unibet Tietema Rockets · Uno-X Mobility · VF Group-Bardiani CSF-Faizanè · Wagner Bazin WB